# Orne (departement)
Orne (61) is een Frans departement, een van de vijf in de regio Normandië. Het departement is genoemd naar de gelijknamige rivier. 

## Geschiedenis
Het grondgebied komt grotendeels overeen met het graafschap Le Perche dat tot de Franse Revolutie lag in het overgangsgebied tussen het hertogdom Normandië en de provincie Maine. Het departement Orne was een van de 83 departementen die werden gecreëerd tijdens de Franse Revolutie, en dit op 4 maart 1790 door uitvoering van de wet van 22 december 1789, uitgaande van delen van de oude provincies Normandië en Maine.

## Geografie
Orne is omgeven door de departementen Eure, Eure-et-Loir, Sarthe, Mayenne, Manche en Calvados.
Orne bestaat uit de drie arrondissementen:
- Alençon
- Argentan
- Mortagne-au-Perche

Orne heeft 21 kantons:
- Kantons van Orne

Orne heeft 495 gemeenten:
- Lijst van gemeenten in het departement Orne

## Demografie
De inwoners van Orne heten Ornais.

### Demografische evolutie sinds 1962
| Naam       | Index 1962 | Index 1968 | Index 1975 | Index 1982 | Index 1990 | Index 1999 | Index 2008 | Index 2019 |
| ---------- | ---------- | ---------- | ---------- | ---------- | ---------- | ---------- | ---------- | ---------- |
| Orne       | 100,0      | 102,8      | 104,6      | 105,3      | 104,5      | 104,2      | 104,2      | 99,8       |
| Frankrijk* | 100,0      | 107,1      | 113,3      | 117,0      | 121,9      | 126,0      | 133,8      | 140,1      |

| Naam       | Inw./km² 1962 | Inw./km² 1968 | Inw./km² 1975 | Inw./km² 1982 | Inw./km² 1990 | Inw./km² 1999 | Inw./km² 2008 | Inw./km² 2019 |
| ---------- | ------------- | ------------- | ------------- | ------------- | ------------- | ------------- | ------------- | ------------- |
| Orne       | 46,0          | 47,3          | 48,1          | 48,4          | 48,0          | 47,9          | 47,9          | 45,9          |
| Frankrijk* | 84,2          | 90,1          | 95,4          | 98,5          | 102,7         | 106,1         | 112,7         | 119,7         |

Frankrijk* = exclusief overzeese gebieden
Bron: Recensement Populaire INSEE - 1962 tot 1999 population sans doubles comptes, nadien Population Municipale
Op 1 januari 2022 had Orne 276.144 inwoners.

### De 10 grootste gemeenten in het departement
| #  | Gemeente            | Aantal inwoners (2022) |
| -- | ------------------- | ---------------------- |
| 1  | Alençon             | 25.667                 |
| 2  | Flers               | 14.308                 |
| 3  | Argentan            | 13.494                 |
| 4  | L'Aigle             | 7.771                  |
| 5  | La Ferté Macé       | 5.095                  |
| 6  | Tinchebray-Bocage   | 4.850                  |
| 7  | Athis-Val de Rouvre | 4.208                  |
| 8  | Sées                | 4.182                  |
| 9  | Domfront en Poiraie | 4.131                  |
| 10 | Mortagne-au-Perche  | 3.857                  |